# حكومة المغرب 1981
الحكومة الثانية لبوعبيد (بالفرنسية: Gouvernement Bouabid II)‏ هي الحكومة السابعة عشر للمملكة المغربية منذ استقلالها في عام 1956. ويرأسها الوزير الأول محمد المعطي بوعبيد. تشكلت الحكومة في 5 نوفمبر 1981 وحلت محل حكومة بوعبيد الأولى. وانحلت في 30 نوفمبر 1983، لتحل محلها حكومة العمراني الثالثة.

## تكوين
- الوزير الأول: محمد المعطي بوعبيد
- وزير الدولة للشؤون الخارجية: محمد بوستة
- وزير الدولة المكلف بالتعاون: المحجوبي أحرضان
- وزير الخارجية: أحمد بحنيني
- وزير الخارجية: مولاي أحمد العلوي
- وزير العدل: مولاي مصطفى بلعربي العلوي
- وزير الداخلية: إدريس البصري
- وزير الأوقاف والشؤون الإسلامية: الهاشمي الفيلالي
- وزير التخطيط وتكوين الأطر والتكوين المهني: محمد الدويري
- وزير التربية الوطنية: عز الدين العراقي
- وزير المالية: عبد اللطيف جوهري
- وزير التشغيل والإنعاش الوطني: محمد أرسلان الجديدي
- وزير التجارة والصناعة والسياحة: عز الدين جسوس
- وزير الصناعة التقليدية والشؤون الاجتماعية: عباس الفاسي
- وزير الإعلام والشباب والرياضة: عبد الواحد بلقزيز
- وزير النقل: المنصوري بنعلي
- وزير الطاقة والمعادن: موسى السعدي
- وزير الصحة: رحال الرحالي
- وزير الصيد البحري والملاحة التجارية: بنسالم السميلي
- الأمين العام للحكومة: عباس القيسي
- وزير الشؤون الثقافية: سعيد بلبشير
- وزير السكنى وإعداد التراب الوطني: المفضل لحلو
- وزير التجهيز: محمد القباج
- وزير منتدب لدى الوزير الأول: عبد الكريم غلاب
- وزير البريد والمواصلات: محند العنصر
- وزير الفلاحة والإصلاح الزراعي: عثمان الدمناتي
- الوزير المكلف بالعلاقات مع البرلمان: أحمد بلحاج
- كاتب الدولة للشؤون الخارجية: عبد الحق التازي
- كاتب الدولة لدى الوزير الأول المكلف بالشؤون الصحراوية: خليهن ولد الرشيد
- كاتب الدولة لدى الوزير الأول المكلف بالشؤون الإدارية: محمد التوكاني
- كاتب الدولة في الشباب والرياضة: عبد اللطيف السملالي
- كاتب الدولة في السكنى وإعداد التراب الوطني: عبد اللطيف الحجاجي